# Brothers in Arms (Lied)
Brothers in Arms (Englisch für „Waffenbrüder“) ist ein Rocksong der britischen Band Dire Straits aus dem Jahr 1985, der von Mark Knopfler geschrieben und in Kooperation mit Neil Dorfsman produziert wurde. Er erschien auf dem gleichnamigen Album und ist in gis-Moll komponiert.

## Analyse: Hintergrund, Aussage, Absicht
Das melancholische Lied wurde während des Falklandkrieges geschrieben und kann als Antikriegslied bezeichnet werden. Zwar ist das Thema Krieg in dem Song zu Beginn nicht offensichtlich, da zunächst eine Naturkulisse besungen wird („these mist covered mountains“), die immer stärker von Zerstörung („these fields of destruction - Baptisms of fire“) und Tod („Now the sun's gone to hell - And the moon's riding high - Let me bid you farewell - Every man has to die“) gezeichnet ist, doch die letzte Strophe drückt die Botschaft des Songs, den Irrsinn des Kriegs, explizit aus:
„We're fools to make war - On our brothers in arms“.
Mark Knopfler erklärt, das Lied werde von einem auf dem Schlachtfeld sterbenden Soldaten gesungen, er als Sänger müsse sozusagen in dessen Sicht und Empfindungen eintauchen. Sprachlich ist auch zu beachten, dass der Songtitel einen zunächst versteckten Doppelsinn enthält, den man im Deutschen mit „Waffenbrüder“ und „Brüder unter Waffen“ ausdrücken kann: In den ersten beiden Strophen sind es die eigenen Kameraden, an die sich der Sprechende wendet, also die „Waffenbrüder“. Erst in der Schlusszeile wird deutlich, dass auch alle gegnerischen Soldaten mit den „brothers in arms“ gemeint sind.
2007 wurde eine Neuaufnahme des Liedes mit Mark Knopfler von der BBC aufgenommen. Sie wurde am 29. Mai 2007 als Downloadversion für das Vereinigte Königreich und Irland veröffentlicht. Ein Teil der Einnahmen diente der South Atlantic Medal Association, einer Organisation zur Unterstützung von Veteranen des Falklandkrieges, die teilweise auch Jahrzehnte nach dem Krieg unter körperlichen wie psychischen Folgen, z. B. posttraumatischen Belastungen, leiden. Knopfler äußerte sich im gleichen Jahr: „Es bewegt mich, dass mein Lied Brothers in Arms, das ich während des Falklandkrieges geschrieben habe, ausgewählt wurde, viele Veteranen zu unterstützen, die immer noch an den Folgen dieses Konflikts leiden.“

## Veröffentlichungen
Von dem Lied existieren mehrere unterschiedlich lange Versionen: die Studioalbumversion umfasst 6:55 Minuten, die Single-Version dauert 6:04 Minuten und die Liveversion auf dem Album On the Night ist 8:55 Minuten lang. Anstatt auf seiner Schecter-Gitarre, spielte Mark Knopfler den Song auf einer Gibson Les Paul. Die Veröffentlichung fand im Oktober 1985 auf dem Plattenlabel Vertigo statt.
Dire Straits – Brothers in Arms – Live in ’85 war die erste veröffentlichte CD-Single. Sie kam als EP heraus und wurde in Großbritannien im Jahr 1985 über das Plattenlabel Warner Bros. Records auf den Markt gebracht. Sie enthielt nur Live-Aufnahmen: Track eins war eine Kurzversion des Liedes, Track zwei das Lied Going Home, Track 3 eine Langversion des Liedes und Track 4 das Instrumentell Why Worry.

## Verwendung als Soundtrack von Filmen und Fernsehserien
In der Episode Gespensterjagd (Out Where the Buses Don’t Run; Staffel 2, Folge 3) der Fernsehserie Miami Vice konnte man den Song hören. Ebenso wurde die Ballade als Hintergrundmusik in der Folge 22 der Staffel 2 der Fernsehserie The West Wing – Im Zentrum der Macht, Two Cathedrals, sowie in den Kinofilmen Spy Game – Der finale Countdown und Inside Hollywood genutzt. 
Zudem diente das Lied auch als Hintergrundmusik der Folge I Coulda Been a Defendant (Staffel 3 Folge 3) der Serie Due South. Das Lied wurde ebenfalls in der letzten Folge der Serie The Americans genutzt. Ebenfalls kam das Lied im Abspann der zweiten Folge der neunten Staffel des Bergdoktor, Der Bergdoktor – Lebendig begraben vor. Weiterhin wird es in der Folge 5 der zweiten Staffel von Seal Team gespielt.

## Kommerzieller Erfolg

### Chartplatzierungen
| ChartsChartplatzierungen     | Höchstplatzierung | Wochen |
| ---------------------------- | ----------------- | ------ |
| Vereinigtes Königreich (OCC) | 16 (13 Wo.)       | 13     |

### Auszeichnungen für Musikverkäufe
| Land/Region                  | Auszeichnungen für Musikverkäufe (Land/Region, Auszeichnung, Verkäufe) | Verkäufe  |
| ---------------------------- | ---------------------------------------------------------------------- | --------- |
| Dänemark (IFPI)              | Platin                                                                 | 90.000    |
| Deutschland (BVMI)           | Gold                                                                   | 250.000   |
| Italien (FIMI)               | Gold                                                                   | 35.000    |
| Neuseeland (RMNZ)            | 3× Platin                                                              | 90.000    |
| Spanien (Promusicae)         | Gold                                                                   | 30.000    |
| Vereinigtes Königreich (BPI) | Platin                                                                 | 600.000   |
| Insgesamt                    | 3× Gold · 5× Platin ·                                                  | 1.095.000 |

Hauptartikel: Dire Straits/Auszeichnungen für Musikverkäufe

## Musikvideo
Das Musikvideo nutzt – wie auch einige Videos der Band a-ha aus der gleichen Zeit – das Verfahren der Rotoskopie: Die Band spielt das Lied, während Filmaufnahmen von Soldaten im Kriegseinsatz darübergelegt werden. Bei der Grammy-Verleihung 1987 wurde der Clip zu Brothers in Arms als bestes Musikvideo ausgezeichnet.

## Coverversionen
- 1986: V.S.O.P.
- 1987: Joan Baez
- 1996: Mark Knopfler
- 1999: Gregorian
- 2006: Metallica (Liveversion)
- 2008: Northern Kings
- 2021: Home Free